# At tu Gudh i then mörcka natt
At tu Gudh i then mörcka natt är en gammal morgonpsalm som har tillskrivits Haqvin Spegel, men detta är osäkert eftersom psalmen förekom innan Spegels tid. Psalmen har tio verser och den melodi anges i 1697 års koralbok är samma melodi som till Idagh är HErrans Sabbathsdagh (nr 230), Uti din nåd, o Fader blid (nr 239) och Nu denna dag förliden är (nr 374).
Psalmen inleds 1695 med orden:
Jagh tackar tigh genom tin Son
O Gudh för tina nåde!

## Publicerad i
- 1695 års psalmbok som nr 353 under rubriken "Morgon-Psalmer".